# L'Eco di Padova
L'Eco di Padova è stato un quotidiano pubblicato a Padova, che si occupava principalmente della cronaca locale della provincia.

## Storia

Una pagina dell'Eco di Padova del 19 settembre 1979.

Venne creato nel 1977 da Rizzoli su pressione dei leader politici della Democrazia Cristiana Flaminio Piccoli e Antonio Bisaglia. Le pubblicazioni iniziano in realtà mercoledì 1 marzo 1978. Il 28 marzo 1978 nasce il quotidiano Il Mattino di Padova, che in breve tempo ne diventa il concorrente e supera in copie vendute L'Eco di Padova che, dopo poco tempo, è costretto alla chiusura, con l'ultimo numero che esce sabato 2 febbraio 1980.